# Mathias Lauridsen
Mathias Lauridsen, född 13 januari 1984 i Köpenhamn, är en dansk fotomodell som har medverkat i åtskilliga reklamkampanjer för bland andra Jil Sander, Gucci, Hugo Boss, Lacoste och Hermès. Han har även visat kläder för bland annat Hermès, Belstaff, Jill Stuart, Valentino och John Galliano.
Han upptäcktes år 2003 och arbetar hos Ford Models i Paris, New York Model Management och Scoop i Köpenhamn. 
Mathias Lauridsen anses vara en av de främsta manliga modellerna, och har rankats som nr 1 av webbplatsen models.com  Han har fått många lukrativa kontrakt, till exempel för doften Gucci Pour Homme II.
Lauridsen har medverkat i modereportage i L'Uomo Vogue, Vogue Paris, Numéro Homme, GQ och Details.
Han är blond, har blågröna ögon och ett ärr på sin vänstra kind.